# ダコサウルス
ダコサウルス (Dakosaurus) は、中生代ジュラ紀後期から白亜紀初期にかけて生息したワニの絶滅した属。爬虫綱 - ワニ目 - 中鰐亜目に属する。メトリオリンクス、ゲオサウルスなどに近縁な海ワニの仲間。学名は「猛烈に引き裂く爬虫類」を意味する。

## 特徴
全長約4メートル。流線型の胴体と鰭状の四肢、尾骨が下方に曲がって形成された尾鰭を持つ。頭部はメトリオリンクスなど主に魚食性のものとは異なり吻部が短くがっちりしており、歯も鋸状であるなど肉食恐竜を思わせるものであった。そのためこのワニは、他の海生爬虫類を捕食していたと見られている。

## 発見
当初は身体の一部しか発見されておらず、その形態などはあまり分かっていなかった。しかし1996年に発見された D. andiniensis 種によりその姿が明らかになった。この D. andiniensis は、学名が特定されるまでは発見者により「ゴジラ」というニックネームで呼ばれていた。